# شين كوانغ هون
شين كوانغ هون (18 مارس 1987 مونغيونغ كوريا الجنوبية - ) هو لاعب كرة قدم كوري جنوبي، شارك في الألعاب الأولمبية الصيفية 2008.

## روابط خارجية
- شين كوانغ هون على موقع الاتحاد الدولي (مؤرشف)  (الإنجليزية)
- شين كوانغ هون على موقع دوري كوريا الجنوبية (الإنجليزية)
- شين كوانغ هون على موقع قاعدة بيانات كرة القدم.إي يو (الإنجليزية)
- شين كوانغ هون على موقع ناشيونال فوتبول تيمز (الإنجليزية)
- شين كوانغ هون على موقع Soccerway.com (الإنجليزية)
- شين كوانغ هون على موقع أوليمبيديا (الإنجليزية)